# Gare du Bahot
La gare du Bahot est une ancienne gare ferroviaire française de la ligne d'Aire-sur-la-Lys à Berck-Plage, située sur le territoire de la commune de Lépine, à proximité immédiate du hameau vertonnois du Bahot,, dans le département du Pas-de-Calais, en région Hauts-de-France.
Elle est mise en service en 1893 par la Compagnie AFRB, avant d'être fermée en 1955 par les VFIL.

## Situation ferroviaire
Établie à 47 mètres d'altitude, la gare du Bahot est située au point kilométrique (PK) … de la ligne d'Aire-sur-la-Lys à Berck-Plage (chemin de fer secondaire à voie unique et métrique, totalement déclassé et déferré), juste avant un passage à niveau (désaffecté), entre les gares fermées de Wailly et de Verton-Bourg.

## Histoire

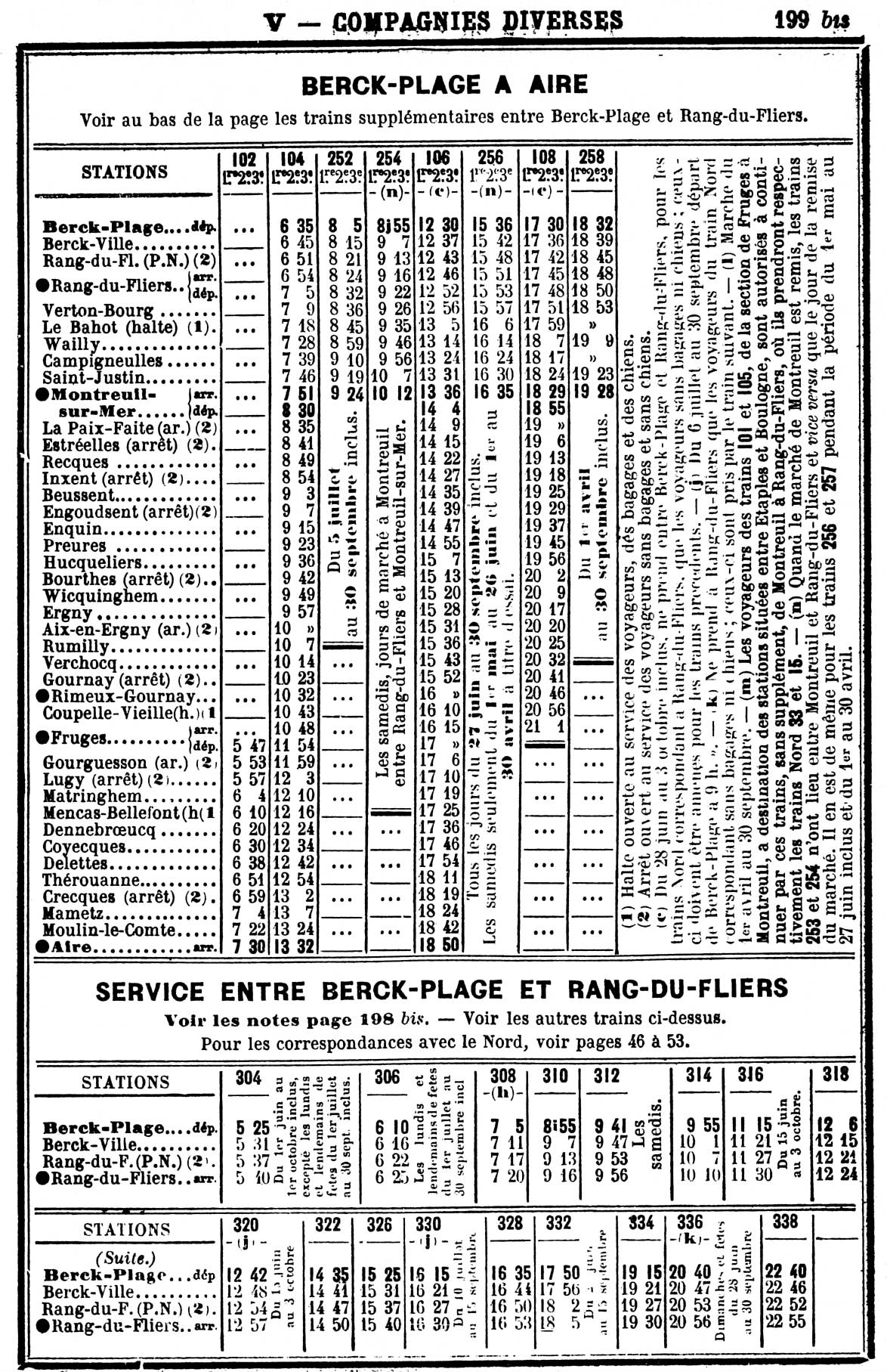
(Cliquez pour agrandir.)
Horaires de la ligne Aire-sur-la-Lys – Berck-Plage (extrait du livret Chaix de mai 1914), où Le Bahot est une Halte ouverte au service des voyageurs, des bagages et des chiens.

La gare est ouverte aux voyageurs le 6 avril 1893, à l'occasion de la mise en service de la section Montreuil – Berck-Ville de la ligne d'Aire-sur-la-Lys à Berck-Plage par la Compagnie des Chemins de Fer d'Aire à Fruges et de Rimeux-Gournay à Berck ou AFRB (soit le concessionnaire). Celle-ci intègre la Compagnie générale de voies ferrées d'intérêt local (VFIL) en 1919 ; elle ferme la dernière section de la ligne comprise entre Rimeux - Gournay et Berck-Plage (et donc la gare du Bahot, qui était désignée comme halte) le 1er mars 1955, par décision du conseil général du Pas-de-Calais (propriétaire et financeur de l'infrastructure).

## Patrimoine ferroviaire
De toutes les infrastructures de la gare, seuls subsistent, en étant très délabrés, le bâtiment voyageurs (BV ; il présente trois ouvertures par niveau sur chaque façade, avec un étage sous une toiture à deux pans,,,,) et l'annexe sanitaire,,,, qui appartiennent à un particulier. Cet ancien BV, bien visible des nombreux automobilistes empruntant la route qui le jouxte,,,,, a servi de support d'affichage publicitaire,.